# Slaget vid Alytus
Slaget vid Alytus var ett fältslag under det stora nordiska kriget som stod mellan svensk-polska och ryska trupper vid staden Alytus i Litauen den 30 januari 1706. Slaget slutade med en svensk-polsk seger.